# Janusz Szopa
Janusz Antoni Szopa (ur. 6 stycznia 1948 w Katowicach) – polski matematyk, doktor habilitowany, profesor nadzwyczajny 
Akademii Wychowania Fizycznego w Katowicach, specjalista w zakresie stosowania metod matematycznych w naukach technicznych i zarządzaniu, a także w nauce o kulturze fizycznej.
W latach 1996–2002 był rektorem Politechniki Częstochowskiej, jest doktorem honoris causa i profesorem wizytującym tej uczelni.

Janusz Szopa jest także działaczem społecznym i współtwórcą jogi akademickiej.

## Dorobek naukowy
Na dorobek naukowy Janusza Szopy składają się:
- 3 książki
  - Asany jogi dla współczesnego człowieka, Wydawnictwo Akademii Wychowania Fizycznego im. Jerzego Kukuczki, Katowice 2011, ISBN 978-83-60841-67-9 (współautorka: Małgorzata Grabara)
  - Joga dla zdrowia, Sekcja Wydawnictwa Wydziału Zarządzania Politechniki Częstochowskiej, Częstochowa 2004, ISBN 978-83-88469-72-5
  - Metody matematyczne, statystyczne i informatyczne w finansach i ubezpieczeniach, Wydawnictwo Wydziału Zarządzania Politechniki Częstochowskiej, Częstochowa, 2003 ISBN 978-83-88469-26-8
- skrypt monograficzny
  - Układy chaotyczne: zarys teorii, Wydawnictwo Politechniki Częstochowskiej, Częstochowa 1996, ISBN 978-83-85031-60-4
- ponad 190 publikacji naukowych w czasopismach naukowych zagranicznych i polskich, m.in.:
Journal of the Engineering Mechanics (Division ASCE), ZAMM, Journal of Sound and Vibration, Journal of Technical Physics, Ingenieur - Archiv, Archiwum Automatyki i Telemechaniki, Mechanika Teoretyczna i Stosowana, Mechanika i Komputer, Medycyna Sportowa, Human Movement, Biology of Sport, Journal of Physical Therapy Science.

W pracy naukowej Janusz Szopa zajmował się:
- metodami badania charakterystyk zjawisk losowych przy wykorzystaniu stochastycznych równań całkowych,
- metodami badania wrażliwości stochastycznych układów dynamicznych
- badaniami
  - miary wrażliwości dla układów chaotycznych
  - zachowania chaotycznych układów drgających o wielu stopniach swobody
  - wpływu losowości na drgania chaotyczne
  - zastosowaniem teorii procesów stochastycznych i teorii chaosu do badania wartości pieniądza oraz zachowań giełdy papierów wartościowych
  - oddziaływania ćwiczeń relaksacyjnych i ćwiczeń fizycznych jogi na organizm człowieka

## Wykształcenie i funkcje akademickie
W roku 1970 ukończył matematykę na Uniwersytecie Śląskim. Doktorat obronił w 1976 roku na Politechnice Śląskiej, a habilitował się w roku 1987 w Akademii Górniczo-Hutniczej.
- w latach 1990-1996 prorektor ds. nauki Politechniki Częstochowskiej
- w latach 1996-2002 rektor Politechniki Częstochowskiej
- w latach 2002-2005 dziekan Wydziału Zarządzania Politechniki Częstochowskiej
- w latach 2012-2013 dziekan Wydziału Zarządzania Sportem i Turystyką AWF w Katowicach

Dziekan Wydziału Zarządzania Sportem i Turystyką, kierownik Zespołu Dydaktycznego Technik Relaksacyjnych i Jogi w AWF w Katowicach.
Rektor, prorektor, dziekan, dyrektor Instytutu Matematyki i Informatyki,  kierownik Zakładu Technik Relaksacyjnych i Jogi w Politechnice Częstochowskiej.

## Działalność samorządowa i społeczna
W latach 1994–1998 był członkiem Rady Miasta Częstochowy i uczestniczył w pracach Komisji Gospodarki oraz Komisji Rewizyjnej.
Jest promotorem zdrowego stylu życia, twórcą i kierownikiem kursów instruktora
rekreacji ruchowej w oparciu o system ćwiczeń hatha jogi. Kursy te ukończyło
przeszło 700 osób.  Kieruje studiami podyplomowymi „Relaksacja i joga” w
Akademii Wychowania Fizycznego w Warszawie. Współtworzył program kształcenia
terapeutów uzdrowiskowych. 

## Nagrody i wyróżnienia
Za swą działalność został odznaczony m.in. Krzyżem Kawalerskim Orderu
Odrodzenia Polski (2001) oraz Złotą Odznakę Ministra Sportu „Za Zasługi dla
Sportu” (2005).
W latach 2013 i 2014 uzyskał dyplom Najlepszego Profesora Akademii Wychowania
Fizycznego im. Jerzego Kukuczki w Katowicach.
W 2014 roku został nominowany w Plebiscycie 25-lecia organizowanym przez
„Gazetę Wyborczą” do grona 25 osób najbardziej zasłużonych dla Częstochowy i
regionu w ostatnim ćwierćwieczu.
W 2015 roku za swą działalność jako wolontariusz w Stowarzyszeniu Hospicjum
„Dar Serca” oraz w Stowarzyszeniu Pomocy Dzieciom „Skrawek Nieba” otrzymał
tytuł „Mecenas Pomocy Społecznej” miasta Częstochowy.

## Działalność profilaktyki prozdrowotnej
Janusz Szopa posiada międzynarodowe dyplomy nauczyciela jogi według metody Iyengara i Shivanandy i jest instruktorem relaksacji, jogi i kinezypsychoprofilaktyki. 
Twórca programów nauczania oraz wykładowca technik relaksacyjnych, kinezypsychoprofilaktyki, jogi, psychosomatyki i zarządzania stresem w polskich i zagranicznych uczelniach wyższych oraz programu kształcenia terapeutów uzdrowiskowych. 
Współorganizator i wykładowca programów europejskich, rządowych i samorządowych z zakresu rekreacji ruchowej dla osób w wieku dojrzałym. Od lat współpracuje z instytutami jogi oraz uczelniami indyjskimi.  
Organizator i wykładowca kursów instruktorskich z zakresu rekreacji ruchowej w oparciu o system fizycznych ćwiczeń jogi. Wypromował około 1000 instruktorów rekreacji ruchowej (jest to tytuł zawodowy w dziedzinie kultury fizycznej) w specjalności hatha joga, kinezypsychoprofilaktyka lub fitness – ćwiczenia psychofizyczne. 
Współtwórca naukowo-badawczo-szkoleniowego częstochowsko-katowickiego centrum jogi oraz naukowych konferencji o jodze. 
Kierownik studiów podyplomowych „Relaksacja i joga” na Wydziale Rehabilitacji AWF Warszawa, które ukończyło około 300 słuchaczy.
Autor i współautor 3 książek oraz około 75 publikacji naukowych i kilkunastu artykułów popularyzatorskich z zakresu jogi i jej zastosowań w profilaktyce zdrowia, a także około 120 artykułów z zakresu nauk technicznych i nauk o zarządzaniu. 
Twórca sekcji jogi w Klubie Uczelnianym AZS Politechniki Częstochowskiej, Koła Naukowego Joga w AWF Katowice, współtwórca Stowarzyszenia Jogi Akademickiej (wiceprezes), Polskiego Stowarzyszenia Jogi Iyengara (wiceprezes 2003-2008) oraz innych organizacji zajmujących się promocją jogi.